# Подгородняя Слободка (Тульская область)
Подгородняя Слободка — деревня в Суворовском районе Тульской области в составе Северо-Западного сельского поселения.

## География
Находится в западной части Тульской области на расстоянии приблизительно 15 км от по прямой на запад-юго-запад от города Суворов, административного центра района на левобережье Оки южнее города Чекалин.

## История
Была отмечена в конце 1930-х годов как населенный пункт с 44 дворами.

## Население
Постоянное население составляло 31 человек (русские 100 %) в 2002 году, 29 в 2010.